# Katedra (film)
Katedra – krótkometrażowy fantastycznonaukowy film animowany z 2002 roku w reżyserii Tomasza Bagińskiego, wykonany techniką animacji komputerowej, oparty na opowiadaniu Jacka Dukaja pod tym samym tytułem. Katedra odniosła sukces festiwalowy, zdobywając między innymi Srebrnego Lajkonika na Krakowskim Festiwalu Filmowym oraz uzyskując nominację do Oscara za najlepszy krótkometrażowy film animowany.

## Fabuła
Na odległej planecie samotny wędrowiec zbliża się do drzwi tajemniczej średniowiecznej katedry. Oświetlając sobie drogę pochodnią, wchodzi do środka i idzie wzdłuż gigantycznych kolumn, które wydają mu się żywe. Po dotarciu do nawy wędrowiec zatrzymuje się nad przepaścią, a promienie wschodzącego słońca zmieniają pielgrzyma w kolejną żywą kolumnę katedry.

## Produkcja
Bagiński pracował nad Katedrą samodzielnie, w trakcie pracy w swej macierzystej firmie Platige Image, która tworzyła efekty specjalne, reklamy, grafikę trójwymiarową oraz animację komputerową. Twórca przyznał, że wpływ na Katedrę miała między innymi sztuka Zdzisława Beksińskiego, aczkolwiek inspiracji doszukiwano się też w projektach Antonia Gaudiego. Prace nad Katedrą rozpoczęły się we wrześniu 1999 roku i zakończyły się w kwietniu 2002 roku. Do produkcji filmu Bagiński użył programu 3ds Max do animacji i renderowania obiektów, tworząc tekstury z użyciem Photoshopa i montując materiał z użyciem aplikacji Softimage DS. Naświetlania filmu dokonano w studiu Digital Filmlab. Muzykę do Katedry skomponował Adam Rosiak.

## Odbiór i znaczenie
Zdaniem Bogusława Żmudzińskiego, „mimo niewątpliwego sukcesu, jaki odniosła produkcja Bagińskiego […] trzeba jednak uznać to dzieło [Katedrę] za marginalne osiągnięcie polskiej animacji ostatnich dwóch dekad”. Według Żmudzińskiego Katedra wpisywała się w nurt globalny animacji inspirowanych grami komputerowymi, podczas gdy polska animacja początku XXI wieku podążała innym torem pod względem przyjętej estetyki. Piotr Zawojski natomiast podkreślał, że Katedra Bagińskiego stanowiła dowód, iż „nawet »amator« […], tyle że genialny amator, może konkurować z najlepszymi produkcjami 3D powstającymi na świecie”. Katedra wywarła fundamentalny wpływ na rozwój kariery Bagińskiego i Platige Image, kontynuowany takimi filmami, jak Sztuka spadania (2004) i Kinematograf (2009).

## Nagrody
| Rok  | Festiwal/instytucja                                           | Nagroda                                                             | Nominowani      | Wynik     |
| ---- | ------------------------------------------------------------- | ------------------------------------------------------------------- | --------------- | --------- |
| 2002 | Ogólnopolski Konkurs Autorskiego Filmu Animowanego w Krakowie | Wyróżnienie za najlepszą animację komputerową                       | Tomasz Bagiński | Wygrana   |
| 2002 | Animago                                                       | Animago Award                                                       | Tomasz Bagiński | Wygrana   |
| 2002 | SIGGRAPH                                                      | Nagroda dla najlepszego filmu animowanego                           | Tomasz Bagiński | Wygrana   |
| 2002 | Amerykańska Akademia Sztuki i Wiedzy Filmowej                 | Oscar dla najlepszego krótkometrażowego filmu animowanego           | Tomasz Bagiński | Nominacja |
| 2003 | Tarnowska Nagroda Filmowa                                     | Nagroda Stowarzyszenia Twórców Obrazu Filmu Fabularnego „Paralaksa” | Tomasz Bagiński | Wygrana   |
| 2003 | Krakowski Festiwal Filmowy                                    | Nagroda Główna „Srebrny Lajkonik”                                   | Tomasz Bagiński | Wygrana   |
| 2003 | Międzynarodowy Festiwal Filmów Młodego Widza „Ale Kino!”      | Nagroda za oprawę plastyczną                                        | Tomasz Bagiński | Wygrana   |